# 12e étape du Tour d'Espagne 2009

La douzième étape du Tour d'Espagne 2009 s'est déroulée le 11 septembre 2009 entre Almería et l'Alto de Velefique sur 179,3 kilomètres. Cette étape est remportée par le Canadien Ryder Hesjedal. Alejandro Valverde, conserve la tête du classement général.

## Parcours
Cette étape, emmenant les coureurs de Almerìa à la cime du col de Velefique, inclut 3 cols de première catégorie : l'Alto de Velefique, une montée de  13,3 kilomètres avec un dénivelé de 7,5 %, le Calar Alto, une montée de 26,7 kilomètres avec un dénivelé de 4,4 %, puis de nouveau l'Alto de Velefique en tant qu'arrivée de cette 12e étape.

## Récit
Issu d'un groupe de douze coureurs, Ryder Hesjedal a réussi à revenir dans l'ascension finale David Garcia, parti à 10 kilomètres du terme. Le Canadien s'est imposé au sommet d'un col de 11 kilomètres à 7,8 %. Ensuite, le duo composé de Gesink et Mosquera a franchi la ligne à 6 secondes. Le groupe des favoris est passé 10 secondes plus tard. Le Néerlandais a fait la bonne opération de la journée en se rapprochant de Valverde.

## Classement de l'étape
|    | Coureur             | Pays       | Équipe            | Temps           |
| -- | ------------------- | ---------- | ----------------- | --------------- |
| 1  | Ryder Hesjedal      | Canada     | Garmin-Slipstream | 5 h 34 min 31 s |
| 2  | David García Dapena | Espagne    | Xacobeo Galicia   | + 1 s           |
| 3  | Robert Gesink       | Pays-Bas   | Rabobank          | + 6 s           |
| 4  | Ezequiel Mosquera   | Espagne    | Xacobeo Galicia   | m.t.            |
| 5  | Damiano Cunego      | Italie     | Lampre-NGC        | + 16 s          |
| 6  | Alejandro Valverde  | Espagne    | Caisse d'Épargne  | m.t.            |
| 7  | Cadel Evans         | Australie  | Silence-Lotto     | m.t.            |
| 8  | Ivan Basso          | Italie     | Liquigas          | m.t.            |
| 9  | Tom Danielson       | États-Unis | Garmin-Slipstream | m.t.            |
| 10 | Samuel Sánchez      | Espagne    | Euskaltel-Euskadi | m.t.            |

## Classement général
|    | Coureur            | Pays       | Équipe            | Temps            |
| -- | ------------------ | ---------- | ----------------- | ---------------- |
| 1  | Alejandro Valverde | Espagne    | Caisse d'Épargne  | 51 h 12 min 38 s |
| 2  | Cadel Evans        | Australie  | Silence-Lotto     | + 7 s            |
| 3  | Robert Gesink      | Pays-Bas   | Rabobank          | + 18 s           |
| 4  | Tom Danielson      | États-Unis | Garmin-Slipstream | + 51 s           |
| 5  | Ivan Basso         | Italie     | Liquigas          | + 53 s           |
| 6  | Samuel Sánchez     | Espagne    | Euskaltel-Euskadi | + 1 min 03 s     |
| 7  | Damiano Cunego     | Italie     | Lampre-NGC        | + 2 min 13 s     |
| 8  | Ezequiel Mosquera  | Espagne    | Xacobeo Galicia   | + 2 min 14 s     |
| 9  | Daniel Navarro     | Espagne    | Astana            | + 3 min 53 s     |
| 10 | Joaquim Rodríguez  | Espagne    | Caisse d'Épargne  | + 4 min 01 s     |

## Classements annexes
| Classement par points | Classement par points | Classement par points | Classement par points | Classement par points |
| Rang                  | Cycliste              | Pays                  | Équipe                | Pts                   |
| --------------------- | --------------------- | --------------------- | --------------------- | --------------------- |
|                       | André Greipel         | Allemagne             | Team Columbia-HTC     | 99                    |
| 2                     | Tom Boonen            | Belgique              | Quick Step            | 75                    |
| 3                     | Borut Božič           | Slovénie              | Vacansoleil           | 66                    |

| Grand Prix de la montagne | Grand Prix de la montagne | Grand Prix de la montagne | Grand Prix de la montagne | Grand Prix de la montagne |
| Rang                      | Cycliste                  | Pays                      | Équipe                    | Pts                       |
| ------------------------- | ------------------------- | ------------------------- | ------------------------- | ------------------------- |
|                           | David Moncoutié           | France                    | Cofidis                   | 86                        |
| 2                         | David de la Fuente        | Espagne                   | Fuji-Servetto             | 72                        |
| 3                         | Javier Ramirez            | Espagne                   | Andalucía-Cajasur         | 59                        |

| Combiné | Combiné            | Combiné   | Combiné          | Combiné |
| Rang    | Cycliste           | Pays      | Équipe           | Pts     |
| ------- | ------------------ | --------- | ---------------- | ------- |
|         | Alejandro Valverde | Espagne   | Caisse d'Épargne | 18      |
| 2       | Cadel Evans        | Australie | Silence-Lotto    | 19      |
| 3       | Robert Gesink      | Pays-Bas  | Rabobank         | 21      |

| Classement par équipes | Classement par équipes | Classement par équipes | Classement par équipes | Classement par équipes |
| Rang                   | Pays                   | Équipe                 | Temps                  |                        |
| ---------------------- | ---------------------- | ---------------------- | ---------------------- | ---------------------- |
|                        | Caisse d'Épargne       | Espagne                | en 153 h 40 min 10 s   |                        |
| 2                      | Astana                 | Kazakhstan             | + 9 min 43 s           |                        |
| 3                      | Fuji-Servetto          | Espagne                | + 12 min 53 s          |                        |

## Abandons
- Tyler Farrar (Garmin-Slipstream)
- Vitaliy Buts (Lampre)
- Francesco Tomei (Lampre)
- Linus Gerdemann (Team Milram)
- Marco Marcato (Vacansoleil)
- Alberto Fernández de la Puebla (Xacobeo Galicia)
- José Luis Rubiera (Astana)
- Alexandre Vinokourov (Astana)
- Pierrick Fédrigo (BBox Bouygues Telecom)
- Paul Martens (Rabobank)